# Pidonia sertata
Pidonia sertata är en skalbaggsart som beskrevs av Holzschuh 1998. Pidonia sertata ingår i släktet Pidonia och familjen långhorningar. Inga underarter finns listade i Catalogue of Life.